# KNAPK

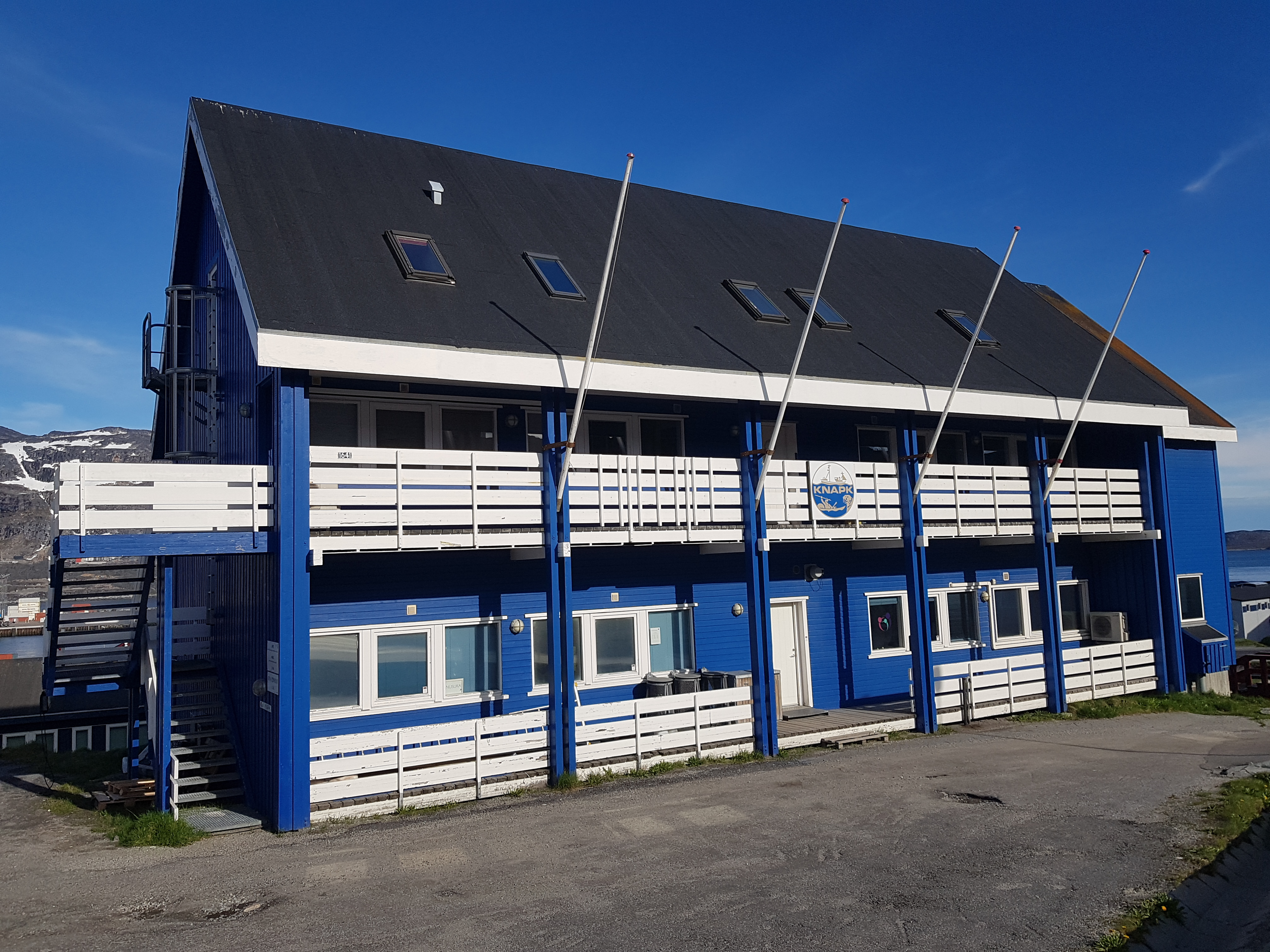
Hauptsitz von KNAPK in Nuuk (2022)

Kalaallit Nunaanni Aalisartut Piniartullu Kattuffiat (alte Rechtschreibung Kalâtdlît Nunãne Aulisartut Piniartutdlo Kátuvfiat; Verband der Fischer und Jäger in Grönland), kurz KNAPK, ist eine grönländische Interessengemeinschaft von in der Fischerei und Jagd tätigen Personen. Sie hat ihren Sitz in Nuuk.

## Geschichte
KNAPP wurde am 10. Juni 1953 von Fischern und Jägern zusammen mit Repräsentanten von Den Kongelige Grønlandske Handel (KGH) und Landshøvding Poul Hugo Lundsteen unter dem Namen Kalaallit Nunaanni Aalisartut Piniartullu Peqatigiit (alte Rechtschreibung Kalâtdlit Nunãne Aulisartut Piniartutdlo Peĸatigît; Vereinigung der Fischer und Jäger in Grönland) gegründet. Hintergrund der vom KGH angeregten Organisation war, dass mit der rasant wachsenden Industrialisierung der grönländischen Fleisch- und Fischproduktion nach dem Zweiten Weltkrieg eine ausreichende Repräsentation der Fischer und Jäger vor allem auf nationaler Ebene fehlte. Zuvor gab es nur lokal Sprecher, die die Interessen der traditionell Beschäftigten vertraten. Dem KGH und dem dänischen Staat mangelte es also an Verhandlungspartnern.
Bei der Landesratswahl 1967 stellte KNAPP eine Liste mit Niels Carlo Heilmann und Hans Holm auf, aber das einzige für Parteien und Listen vergebene Mandat konnte mit 3,0 % der Stimmen nicht errungen werden. 1971 wurde erneut eine Liste aufgestellt. Diesmal erhielt sie 6,5 % der Stimmen und damit zog Niels Carlo Heilmann in den Landesrat ein. Vier Jahre später erreichte die Liste bei der 1975 7,5 % der Stimmen, die beiden Kandidaten Lamik Møller und Asiâjuk Sadorana erhielten jedoch schon durch ihre persönlichen Stimmen einen Landesratssitz. 1979 traten mit der Einführung des Inatsisartut erstmals Parteien statt Listen an.
1981 wurde KNAPP in KNAPK umbenannt. Um 1980 verschärften sich die Spannungen zwischen der großen Zahl privater Fischer und der Minderheit derer, die mit großen Fischereibooten an der grönländischen Küste tätig waren. 1982 spaltete sich die Aalisartut Avataasiutillit Peqatigiiffiat (AAP) mit den Fischereiunternehmen ab und im Jahr danach der Aalisartut Avataasiutillit Katuffiat (AAK), in dem die privaten Großfischer waren. Beide Vereinigungen fusionierten 1989 zum Avataasiutinik Piginneqatigiiffiit Kattuffiat (APK).

## Ziele
KNAPK dient dazu die Interessen der in kleinem Umfang tätigen privaten Fischer und Jäger gegenüber der Regierung zu vertreten und sie zu unterstützen. Darüber hinaus soll der Verband die Handelsbedingungen verbessern sowie die Mitglieder schulen und über technische Neuerungen informieren. Weiterhin sind Ziele die Modernisierung der Häfen und die Verbesserung von Infrastruktur und Logistik.

## Vorsitzende
- 1953–1957: Hans Holm[7]
- 1957–1959: Carl Egede[7]
- 1959–1961: Alibak Josefsen[7]
- 1961–1965: Mikael Heilmann[7]
- 1965–1981: Niels Carlo Heilmann[7]
- 1981–1989: Nikolaj Heinrich[7]
- 1989–1991: Pavia Nielsen[7]
- 1991–1993: Peter Davidsen[7]
- 1993–1999: Anthon Siegstad[8]
- 1999–????: Isak Vahl[9]
- ????–2005: Leif Fontaine[10]
- 2005–2009: Peter Olsen[10]
- 2009–2013: Leif Fontaine[11]
- 2013–2021: Henrik Sandgreen[12]
- seit 2021: Nikkulaat Jeremiassen[13]